# МКС-33
МКС-33 — тридцять третій довготривалий екіпаж Міжнародної космічної станції. Його робота розпочалася 16 вересня 2012 року з моменту відстикування від МКС корабля Союз TMA-04M, який повернув на Землю попередній екіпаж МКС-32, закінчення роботи припало на 18 листопада 2012.

## Екіпаж
- (НАСА) Суніта Вільямс (2) — командир екіпажу;
- (ФКА) Юрій Маленченко (5) — бортінженер;
- (JAXA) Акіхіко Хосіде (1) — бортінженер;
- (НАСА) Кевін Форд (2) — бортінженер;
- (ФКА) Олег Новицький (1) — бортінженер;
- (ФКА) Євгеній Тарєлкін (1) — бортінженер.